# Xã Frettim, Quận Kidder, Bắc Dakota
Xã Frettim (tiếng Anh: Frettim Township) là một xã thuộc quận Kidder, tiểu bang Bắc Dakota, Hoa Kỳ. Năm 2010, dân số của xã này là 9 người.